# Витини
Ви́тини (латыш. Vītiņi) — населённый пункт в южной части Латвии, расположенный в Витинской волости Ауцского края. До 1 июля 2009 года входил в состав Добельского района.
Является центром Витинской волости. Находится у региональной автодороги P104 (Тукумс — Ауце — литовская граница). Расстояние до города Добеле составляет около 45 км. По данным на 2015 год, в населённом пункте проживало 299 человек.

## История
Поселение появилось на землях, ранее принадлежавших Витинскому поместью.
В советское время населённый пункт был центром Витиньского сельсовета Ауцского района, а затем — Добельского района. В селе располагалась центральная усадьба колхоза «Ритаусма».
В Витини имеются: магазин, Дом культуры и библиотека.